# Lotononis macra
Lotononis macra är en ärtväxtart som beskrevs av Rudolf Schlechter. Lotononis macra ingår i släktet Lotononis och familjen ärtväxter. Inga underarter finns listade i Catalogue of Life.